# Junnar

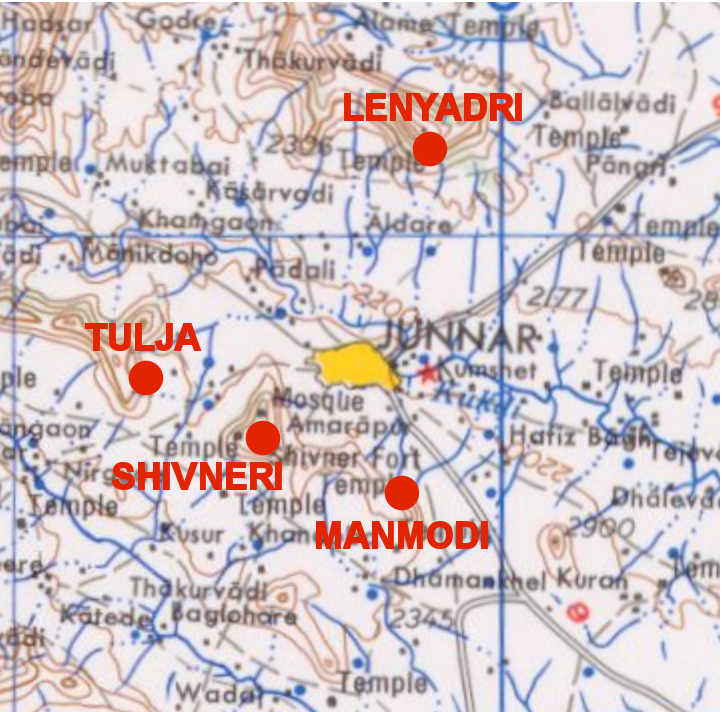
Buddhistische Höhlenklöster bei Junnar

Junnar (Marathi जुन्नर) ist eine ca. 25.000 Einwohner zählende Stadt im Distrikt Pune im indischen Bundesstaat Maharashtra.

## Lage und Klima
Die ca. 690 m hoch gelegene Stadt Junnar liegt am Fluss Kukadi auf dem Dekkan-Hochland gut 150 km (Fahrtstrecke) östlich von Mumbai bzw. gut 90 km nördlich von Pune. Das Klima ist warm bis heiß; Regen (ca. 1100 mm/Jahr) fällt hauptsächlich während der sommerlichen Monsunzeit.

## Bevölkerung
| Jahr      | 1991   | 2001   | 2011   |
| Einwohner | 21.416 | 24.741 | 25.315 |

Gut 60 % der Stadtbevölkerung Hindus, gut 32 % sind Moslems, jeweils gut 2,5 % sind Buddhisten und Jains und etwa 0,5 % sind Christen; der männliche Bevölkerungsanteil ist ca. 8 % höher als der weibliche.

## Wirtschaft
Der Ort lebt nahezu ausschließlich von der Landwirtschaft in seiner Umgebung; hierzu zählt auch der Weinbau. In der Stadt selbst haben sich Kleingewerbetreibende, Handwerker  und Dienstleister niedergelassen. Erst seit wenigen Jahrzehnten wird Junnar wegen der zahlreichen archäologischen Stätten in der Umgebung auch von Touristen besucht.

## Geschichte
Der Ort Junnar lag schon in der Antike an einem wichtigen Handelsweg. Neben den geografischen Gegebenheiten (Felswände etc.) war dies wohl ein Grund für die Gründung mehrerer buddhistische Höhlenklöster in der Umgebung. Im Mittelalter sicherten Bergforts die ehemaligen Karawanenwege. Ende des 15. Jahrhunderts löste sich das Ahmadnagar-Sultanat vom bis dahin die Region beherrschenden Bahmani-Sultanat; ca. 100 Jahre später verlegte Malik Ambar die Hauptstadt des Sultanats nach Junnar.

## Sehenswürdigkeiten
Die Stadt selbst hat keine Sehenswürdigkeiten von historischer oder kultureller Bedeutung.
- Auf einem Hügel in den südlichen Außenbezirken der Stadt (19° 12′ 9″ N, 73° 52′ 50″ O) befindet sich eine nur noch selten erhaltene islamische Eidgah-Gebetsstätte.[2]

Umgebung
- Im Umkreis von etwa 8 km befinden sich jedoch 4 antike buddhistische Höhlenklöster: Lenyadri, Tulja, Shivneri und Manmodi.[3]
- Daneben gibt es noch 3 bedeutende Bergfestungen (forts): Shivneri-Fort, Hadsar-Fort und Jivdhan-Fort.
- Beim ca. 12 km östlich gelegenen Ort Ozar befindet sich ein vielbesuchter Ganesha-Tempel.
- Beim ca. 20 km westlich gelegenen Dorf Pur befindet sich ein alter Tempel ohne Dachaufbauten aus dem 7. Jahrhundert.